# Low-life
Low-life är den brittiska musikgruppen New Order tredje studioalbum, släppt 13 maj 1985 på Factory Records. Albumets singlar gick inte så bra på topplistorna men det störde dock inte försäljningen av albumet då det blev bandets första avtryck på albumlistan i USA.[källa behövs]
Bandet menade egentligen att albumet skulle ha samma titel som öppningsspåret men efter en liten dispyt med Peter Saville, som då gjorde bandets omslag, ändrades det.[källa behövs]
Albumet finns med i boken  1001 Albums You Must Hear Before You Die.

## Låtlista
Sida ett
1. "Love Vigilantes" - 4:18
2. "The Perfect Kiss" - 4:49
3. "This Time of Night" - 4:45
4. "Sunrise" - 6:00

Sida två
1. "Elegia" - 4:56
2. "Sooner Than You Think" - 5:12
3. "Sub-culture" - 4:58
4. "Face Up" - 5:03